# Ludovic Mathieu
Pour les articles homonymes, voir Mathieu.
Ludovic Mathieu, né le 25 septembre 1976 à Thionville, est un patineur de vitesse sur piste courte français.
Il fait partie de l'équipe de France aux Jeux olympiques d'hiver de 1998 et aux Jeux olympiques d'hiver  de 2002.
Il remporte la médaille de bronze en relais 5 000 mètres aux Championnats d'Europe de patinage de vitesse sur piste courte en 2000.